# I hope so
《I hope so》(아이 호프 소)는 일본의 여가수 나카모리 아키나(中森明菜)의 21번째 정규 음반과 동명의 타이틀곡으로 2003년 5월 14일에 발매하였다. (CD: UMCK-1162, CD+DVD: UMCK-9035) 가수인 나카모리가 직접 자신의 명의로 작사한 곡 4개가 수록되어 있는 음반이다. 타이틀 “I hope so”는 그녀가 미국에 체류할 당시 홈스테이 가정의 주인에게서 들었던 말로 자신이 늘 서투른 영어로 말하다가, 주인은 “괜찮다, I hope so.”라고 위로해줘서 그때부터 그녀가 좋아하는 말이 되었다고 한다. 2003년 5월 15일, 오리콘 주간 앨범 차트에 처음으로 진입, 최고순위 15위를 달성하였다. 차트 톱100에 6주 올라와있었다.

## 수록곡
| #            | 제목                                                    | 작사            | 작곡                           | 편곡          | 재생 시간 |
| ------------ | ------------------------------------------------------- | --------------- | ------------------------------ | ------------- | --------- |
| 1.           | 〈〈때〉(時 토키[*], instrumental)〉                    |                 | 다케베 사토시                  | 다케베 사토시 | 1:59      |
| 2.           | 〈〈Rain〉〉                                            | 오카모토 마요   | 오카모토 마요                  | 다케베 사토시 | 5:18      |
| 3.           | 〈〈무지개〉(虹 니지[*])〉                              | 나카모리 아키나 | 마츠모토 료키                  | 다케베 사토시 | 4:27      |
| 4.           | 〈〈빛〉(光 히카리[*], instrumental)〉                  |                 | 다케베 사토시                  | 다케베 사토시 | 0:56      |
| 5.           | 〈〈바람의 끝에〉(風の果て 카제노하테[*])〉             | 마츠이 고로     | 오다 테츠로                    | 다케베 사토시 | 4:25      |
| 6.           | 〈〈I hope so〉〉                                       | 나카모리 아키나 | 이노우에 신지로, 다케베 사토시 | 다케베 사토시 | 4:43      |
| 7.           | 〈〈Veil〉〉                                            | 나카모리 아키나 | 다케베 사토시                  | 다케베 사토시 | 3:54      |
| 8.           | 〈〈저녁〉(宵 요이[*], instrumental)〉                  |                 | 다케베 사토시                  | 다케베 사토시 | 1:15      |
| 9.           | 〈〈땅거미를 기다리고〉(夕闇を待って 유아미오마테[*])〉 | 가와에 미나코   | 가와에 미나코                  | 다케베 사토시 | 5:05      |
| 10.          | 〈〈동경〉(憧憬 도케이[*])〉                            | 가와에 미나코   | Zenkyu                         | 세노오 타케시 | 4:19      |
| 11.          | 〈〈물래 노래〉(紡ぎ唄 츠무기우타[*])〉                 | 가와에 미나코   | 가와에 미나코                  | 다케베 사토시 | 4:56      |
| 12.          | 〈〈꿈〉(夢 유메[*], instrumental)〉                    |                 | 다케베 사토시                  | 다케베 사토시 | 2:03      |
| 13.          | 〈〈현실의 꽃〉(うつつの花 우츠츠노하나[*])〉           | 마츠이 고로     | 마시코 타츠로                  | 다케베 사토시 | 4:21      |
| 14.          | 〈〈Days〉〉                                            | 나카모리 아키나 | 오다 테츠로                    | 다케베 사토시 | 4:57      |
| 총 재생 시간 | 총 재생 시간                                            | 총 재생 시간    | 총 재생 시간                   | 총 재생 시간  | 52:53     |